# Tanulók Könyvtára (Stampfel Károly kiadása)
A Tanulók Könyvtára egy 19. század végi – 20. század eleji magyar szépirodalmi könyvsorozat, amely Dávid István szerkesztésében és Stampfel Károly kiadásában jelent meg Pozsonyban majd Budapesten 1881 és 1915 között:
- 1. Livius. XXI. Ford. és magy. Dávid István. 1. füzet. (64 l.) 1881
- 2. Sallustius. Jugurtha. Ford. és magy. Krajnyák Ede. 1. füzet. (64 l.) 1881
- 3. Szemelvények Herodotos műveiből. Dávid Istvánnak Eggenbergnél megjelent kiadása szerint. Ford. és magy. Dávid István. 1. füzet. (64 l.) 1881
- 4. Cicero L. Catilina ellen tartott vádbeszédei. Ford. és magy. Dávid István. 1. füzet. (64 l.) 1881
- 5. Horatius ódái és epodosa. Ford. és magy. Dávid István. 1. füzet. (64 l.) 1881
- 6. Vergilius. Aeneise. Ford. és magy. Dávid István. 1. füzet. (64 l.) 1881
- 7. Cicero L. Catilina ellen tartott vádbeszédei. Ford. és magy. Dávid István. 2. füzet. (vége.) (65–134) 1882
- 8. Szemelvények Herodotos müveiből. Dávid István kiadása szerint. Ford. és magy. Dávid István. 2. füzet. (vége) (65–128.) 1882
- 9. Livius XXI. Ford. és magy. Dávid István. 2. füzet. (65–120 l.) 1882
- 10. Cicero A. Licinus Archias mellett tartott védőbeszéde. Ford. és magy. dr. Boros Gábor. (II, 54 l.) 1882
- 11. Sallustius. Jugurtha. Ford. és magy. Krajnyák Ede. 2. füzet. (65–128 l.) 1882
- 12. Livius. XXI. Ford. és magy. Dávid István. 3. füzet (vége). (121–188 l.) 1882
- 13. Sallustius. Jugurtha. Ford. és magy. Krajnyák Ede. 3. füzet. 1883
- 14. Cicero. Q. Ligarius és M. Marcellus mellett mondott beszédei. Ford. és magy. dr. Boros Gábor. (64 l.) 1883
- 15. Sallustius. Jugurtha. Ford. és magy. Krajnyák Ede. 4. füzet. (vége) 1883
- 16. Caesar. De bello gallico. Ford. és magy. dr. Boros Gábor. 1. füzet. (64 l.) 1883
- 17. Horatius ódái és epodosai. Ford. és magyarázta Dávid István. 2. füzet. (65–128. lap.) 1883
- 18–20. Caesar de bello Gallico. Ford. és magy. dr. Boros Gábor. 2–4. füzet. (65–256 l.) 1883
- 21. Horatius ódái és epodosai. Ford. és magy. Dávid István. 3. füzet. (129–192 l.) 1884
- 22. Vergilius Aeneise. Ford. és magy. Dávid István. 1. füzet. (1–64. l.) 1884
- 23. Cornelius Nepos. Ford. és magy. Dávid István. 1. füzet. (1–64 l.) 1884
- 24. Platon. Kriton, Sokrates védelme. Euthypron. Ford. és magy. dr. Boros Gábor. 1. füzet. (1–64 l.) 1884
- 25. Homeros Iliása. Ford. és magy. Kempf József. 1. füzet. (1–64 l.) 1884
- 26. Horatius ódái és epodosai. Ford. és magy. Dávid István. 4. füzet. (193–253 l.) 1884
- 27–28. Caesar de bello Gallico. Ford. és magy. dr. Boros Gábor. 5–6. füzet. (257–384 l.) 1885
- 29. Xenophon emlékiratai Sokratesről. Ford. és magy. Némethy Géza. 1. füzet. (1–64 l.) 1885
- 30. Cornelius Nepos. Ford. és magy. dr. Boros Gábor. 2. füzet. (65–128 l.) 1885
- 31. Platon, Kriton, Sokrates védelme. Euthypron. Ford. és magy. dr. Boros Gábor. 2. füzet. (65–128 l.) 1885
- 32. Homeros Iliása. Ford. és magy. Kempf József. 2. füze. (65–128 l.) 1885
- 33. Cicero De imperia Cu. Pompeii, pro P. Luller, pro P. Sestis. Ford. és magy. Némethy Géza. 1. füzet. (1–64 l.) 1885
- 34. Cornelius Nepos. Ford. és magy. dr. Boros Gábor. 3. füzet. (129–192 l.) 1885
- 35. Caesar de bello Gallico. Ford. és magy. dr. Boros Gábor. 7. füzet. (385–460 l.) 1885
- 36. Platon Kriton. Sokrates védelme. Euthyphron. 3. füzet. Fordította és magyarázta dr. Boros Gábor. (129–192 l.) 1886
- 37. 38. Cornelius Nepos. 4. 5. füzet. Fordította és magyarázta dr. Boros Gábor. (193–320 l.) 1886
- 39. Cicero. De imperio Cn. Pompeii, pro P. Sulla, pro P. Sestio. 2. füzet. Fordította és magyarázta Némethy Géza. (65–128 l.) 1886
- 40. Homeros Iliása. 3. füzet. Fordította és magyarázta Kempf József. (179–192 l.) 1886
- 41. Xenophon emlékiratai Sokratesről. 2. füzet. (I. könyv végig; II. könyv. 1–5.) Fordította és magyarázta Némethy Géza. (65–128 l.) 1887
- 42. Cicero de imperio Cn. Pompeii, prop. Sulla, pro P. Sestio, 3. füzet. (Pro P. Sulla XX–XXXIII, pro P. Sestio I–X.) Fordította és magyarázta Némethy Géza. (129–192 l.) (1887)
- 43. Homeros Iliása. 4. füzet. (IV. ének 411–végig; V. és VI. ének 1–140.) Fordította és magyarázattal ellátta Kempf József. (193–256 l.) (1887)
- 44. P. Ovidius Naso műveiből való szemelvények. 1. füzet. Fordította dr. Kapossy Lucián. (1–64 l.) 1887
- 45. Tacitus évkönyvei (Annales). 1. füzet. Annales I. 1–31. Fordította és magyarázta dr. Fodor Gyula. (1–64 l.) 1888. 2. kiadás. (1–64 l.) 1898
- 46. Cicero. De imperio Cn. Pompeii, pro P. Sulla, pro P. Sestio. 4. füzet. Pro Sestio X. 26–XXXVIII. 81–83. Fordította és magyarázta Némethy Géza. (193–256 l.) 1888
- 47. Vergilius Aeneise. 3. füzet. (II. k. végig. III. IV. 1–51.) Fordította és magyarázta Dávid István. (65–128 l.) 1888. 2. kiadás (65–128 l.) 1898
- 48. Sallustius. Catalina. 1. füzet. (I–XXXIX.) Fordította és magyarázta dr. Kapossy Lucián. (1–64 l.) 1888
- 49. P. Ovidius Naso műveiből való szemelvények. 2. füzet. Fordította és magyarázta Kapossy Lucián. (65–128 l.) 1889
- 50. Cicero. De imperio Cn. Pompeii, Pro P. Sulla, Pro P. Sestio. 5. füzet. Fordította és magyarázta Némethy Géza. (257–318 l.) 1889
- 51. Sallustius. Catilina. 2. füzet. Fordította és magyarázta Kapossy Lucián. (65–127 l.) 1899
- 52. Tacitus évkönyvei. (Annales.) 2. füzet. Fordította és magyarázta Fodor Gyula. (65–128 l.) 1889
- 53. P. Ovidius Naso műveiből való szemelvények a IV. és V. osztályban használt anthologiák és olvasókönyvek alapján. 3. füzet. (Szemelvények a Keservekből, a Naptárból, a Pontusi levelekből, a Szerelmi dalokból.) Fordította és magyarázta Kapossy Lucián. (129–192 l.) 1890
- 54. M. Tullius Cicero első, második és tizennegyedik philippikája. I. füzet. (I. philippika végig és II. phil. 1–36.) Fordította és magyarázta Némethy Géza. (1–64 l.) 1890
- 55. Tacitus évkönyvei (Annales.) 3. füzet. Annales I. végig. II. 1–42. Fordította és magyarázta Fodor Gyula. (129–192 l.) 1890
- 56. Xenophon emlékiratai Sokratesről. 2. füzet. (II. könyv 5–végig; III. könyv 1–7.) Fordította és magyarázta Némethy Géza. (129–192 l.) 1890
- 57. M. Tullius Cicero első, második és tizennegyedik philippikája. 2. füzet. (II. philipp.37–101.) Fordította és magyarázta Némethy Géza. (65–128 l.) 1891
- 58. Tacitus évkönyvei. 4. füzet. Annales II.43–végig. III. l.) Fordította és magyarázta Fodor Gyula. (193–256 l.) 1891
- 59. Xenophon emlékiratai Sokratesről. 3. füzet. (III. könyv., 8–végig. IV. könyv. 1–4. (193–256 l.) 1891
- 60. Vergilius Aeneise. 4. füzet. (IV. könyv. 52–664.) Fordította és magyarázta Dávid István. (129–192 l.) 1891
- 61. Horatius satirái. I. füzet. (I. 1–5.) Fordította és magyarázta Rózsa Vitál. (1–64 l.) 1895
- 62. Livius XXII. 1. füzet. (1–22. fej.) Fordította és magyarázta Dávid István. (1–64 l.) 1895
- 63. Horatius szatirái. 2. füzet. (I. 5–10.) Fordította és magyarázta Rózsa Vitál. (65–128 l.) 1895
- 64. Homeros Odysseiája. 1. füzet. (I. könyv. 1–végig, II. 1–205.) Fordította és magyarázta Boros G. (1–64 l.) 1892
- 65. M. Tullius Cicero első, második és tizennegyedik philippikája. 2. füzet. (II. philipp. 102.–XIV. philipp. végig.) Fordította és magyarázattal eltáta Némethy Géza. (129–200 l.) 1897
- 66. Horatius epistolái.1. füzet. (I. könyv. 1–14.) Fordította és magyarázta Boros Gábor. (1–64 l.) 1897
- 67. Horatius epistolái. 2. füzet. (I. könyv. 15–végig. II. 1.)Fordította és magyarázattal ellátta Boros Gábor. (65–128 l.) 1897
- 68. Vergilus Aeneise. 5. füzet. (IV. k. 665–végig és V. k. 1–826.) Fordította és magyarázattal ellátta Dávid István. (193–256 l.) 1897
- 69. Horatius szatirái. 3. füzet. (II. 1–végig.) Fordította és magyarázattal ellátta Rózsa Vitál. (129–191.) 1897
- 70. Xenophon emlékiratai Sokratesről. 4. füzet. (IV. könyv. 4–végig.) Fordította és magyarázattal ellátta Némethy Géza. (257–319 l.) 1897
- 71. Livius XXII. Fordította és magyarázta Dávid István. 2. füzet. (22–44. fej.) (65–128 l.) 1898
- 72. Tacitus évkönyvei (Annales). 5. füzet. (III. 2–43.) Fordította és magyarázta Fodor Gyula. (258–320 l.) 1898
- 73. Vergilius Aeneise. 6. füzet. (V. 740. vs-től VI. 1–578.) Fordította és magyarázta Dávid István. (257–320 l.) 1898
- 74. Homeros Odysseiája. 2. füzet. (II. ének 208-tól végig. III.1–346.) Fordította és magyarázta Boros Gábor. (65–128 l.) 1900
- 75. Horatius epistolái. 3. füzet. (II. 1–3.) Fordította és magyarázta Boros Gábor. (129–192 l.) 1900
- 76. Livius XXII. 3. füzet. (44. fej.-től végig.) Fordította és magyarázta Dávid István. (129–194 l.) 1900
- 77. Tacitus. Agricola. 1. füzet. Agr. 1–20. Ford. és magy. Dávid István. (64 l.)
- 78. Rufus Q. Curtius. Nagy Sándor története. 1. füzet. III. 1–8. Fordította és magy. L. Kecze Géza dr. (64 l.)
- 79. Livius I– IV. 1. füzet. Livius I. 1–14. ford. és magy. Dávid István. (64 l.)
- 80. Tacitus. Évkönyvei (Annales) 6. füzet. Tac. Ann. III. 43. IV. 8., Ford. és magy. Fodor Gyula dr. (321–384 l.)
- 81. Tacitus. Történeti könyvei. (Historiae.) Ford. és magy. Kapossy Lucián dr. (64 l.)
- 82. Cicero. A kötelességekről. (De officiis libri III). 1. füzet. (I. könyv. 1–17.) Ford. és magy. Dávid Istv. (64 l.)
- 83. Horaius epistulái. 3. füzet. Ford. és magy. Boros Gábor dr. Epist. II. 3– végig. (193–256 l.)
- 84. Q. Curtius Rufus. Nagy Sándor története. 2. füzet. Ford. és magy. L. Keczer Géza dr. III. 8– IV. 2. (65–128 l.)
- 85. Livius I– IV. 2. füzet. Fordította sé magy. Dávid István. Livius 1. 14–31. (65–128 l.)
- 86. Cicero negyedik beszéde Veres ellen. – De Signis. –1. füzet. Ford. és magy. Zsámboki Gyula. (64 l.)
- 87. Q. Curtius Rufus. Nagy Sándor története. 3. füzet. Fordította és magy. L. Keczer Géza dr. (129–192 l.)
- 88. Tacitus Agricola. 2. füzet. Tacitus Agr. 20-végig. Ford. és magy. Dávid István. (65-128 l.)
- 89. Cicero. A kötelességekről. (De officiis libri III.) 2. füzet. (I. könyv 17–36.) Fordította és magyarázta Dávid István. (65–128 l.)
- 90. Livius I– IV. 3. füzet. Livius I. 31 49. Fordította és magyarázta Dávid István. (129–192 l.)
- 91. Cicero negyedik beszéde Verres ellen. – De Signis. –2. füzet. Cic. in. Verr. IV. 23– végig. Ford. és magy. Zsámboki Gyula. (65–144 l.)
- 92. Vergilius Aeneise. 7. füzet. VI. könyv. 580. verstől végig. – VIII. 1–405. Ford. és magy. Dávid István. (321–384 l.)
- 93. Herodotos műveiből való szemelvények. Dávid Istvánnak a Lauffer (Révai)-féle Epitome című kiadása szerint. 3. füzet. Epithome I– X. Ford. és magy. Dávid István. (64 l.)
- 94. Homeros Odysseiája. 3. füzet. III. ének 346– végig. IV. ének 1–463 v. Fordította és magyarázta Boros Gábor dr. (129–192 l.)
- 95. Curtius Rufus. Nagy Sándor története. 4. füzet. Fordította és magyarázta L. Keczer Géza. (193–256 l.)
- 96. Tacius történeti könyvei (Historiae). 2. füzet. Fordította és magyarázta Kapossy Lucián dr. (65–128 l.)
- 97. Tacitus évkönyvei. (Annales). 7. füzet. Tacitus Annales IV. 8–52. Ford. és magy. Fodor Gyula dr. (385–448 l.)
- 98. Cicero beszéde Sextus Roscius Amerinus ügyében. 1. füzet. Pro Roscio Amer. 1–47. Fordította és magyarázta Reibner Márton dr. (64 l.)
- 99. Cicero T. Annius Milo mellett mondott védőbeszéde. (Cicero pro Milone). Ford. Székely István dr. (193–261 l.)
- 102. Cicero a kötelességekről. (De officiis libri III.) 3. füzet. I. könyv. 36– végig. II. könyv. 1–14. Ford. és magy. Dávid István. (129–192 l.)
- 103. Livius I– IV. 4. füzet. Livius I. 50– végig. II. 1–9. Fordította és magyarázta Dávid István. (193–256 l.)

Egyes kötetek újabb kiadásokban egészen 1915-ig megjelentek.